# Lorisoidea
Los lorisoides (Lorisoidea) son una superfamilia de primates estrepsirrinos. Son de tamaño pequeño o mediano, presentan ojos grandes y frontales, adaptados a sus hábitos arborícolas y nocturnos. A veces se los ubica en su propio infrorden, Lorisiformes. 

## Taxonomía
- Orden Primates

- SubordenStrepsirrhini

- Infrorden Lemuriformes

- Superfamilia Lemuroidea: lémures
- Superfamilia Lorisoidea

- Familia Lorisidae: lórises, potos y anguatibos
- Familia Galagidae: gálagos

- Suborden Haplorrhini